# Stephostethus bilobatus
Stephostethus bilobatus là một loài bọ cánh cứng trong họ Latridiidae. Loài này được Walkley miêu tả khoa học năm 1952.